# Gérard Genot
Gérard Genot (Montjay, 27 ottobre 1937 – Nanterre, 24 gennaio 2018) è stato un critico letterario, traduttore e scrittore francese specializzato in cultura italiana.

## Biografia
Nato nel 1937 in Borgogna, ha passato l'infanzia e l'adolescenza in Tunisia, dove ha studiato al Lycée Carnot di Tunisi. Ha poi studiato all'École Normale Supérieure di Fontenay-Saint-Cloud e alla Sorbonne, dove si è agrégé nel 1962, per proseguire con dottorato (1970) e insegnamento fino al 2001 all'Università Paris X di Nanterre.
Si è occupato di linguistica, analisi testuale, narratologia e soprattutto di lingua e letteratura italiana, studiando autori classici e del XX secolo (in particolare su "Revue des études italiennes", "Communications", "Poésie") e collaborando anche a riviste e pubblicazioni collettanee italiane, come "Strumenti critici" o come i documenti del "Centro di Semiotica e di Linguistica" dell'Università di Urbino.
Ha tradotto in francese opere di Luigi Pirandello, Torquato Tasso, Cecco Angiolieri, Ugo Foscolo, Teofilo Folengo e altri e in italiano dal francese Gisants di Michel Deguy (a cura di Andrea Zanzotto, 1999).
Ha scritto anche qualche opera di narrativa e di poesia.

## Opere
- trad. Italo Calvino, La Journée d'un scrutateur, Paris, Éditions du Seuil, 1966. (La giornata d'uno scrutatore).
- trad. Ugo Foscolo, Notice sur Didyme Leclerc, Paris, Minard, 1966 (Notizia intorno a Didimo Chierico).
- trad. Giorgio Bassani, Derrière la Porte, Paris, Gallimard, 1967 (Dietro la porta).
- trad. Mario Tobino, Le Baluchon du Marin, Paris, Minard, 1967 (Il fagottino del marinaio).
- La première guerre mondiale et le roman : l'Italie-Borgese, Paris, Lettres modernes, 1968.
- trad. Salvatore Quasimodo, Poésies, Paris, Institut Culturel Italien, 1969.
- trad. François Pétrarque, Le Chansonnier (extraits), Paris, Aubier-Montaigne, 1969 (Canzoniere).
- Jorge Luis Borges, Il Castoro n. 31-32, La Nuova Italia, 1969.
- Analyse structurelle de "Pinocchio", Pescia, Fond. Naz.le C.Collodi, 1970.
- Pirandello, Paris, Seghers, 1970.
- Sémantique du discontinu dans «L'Allegria» d'Ungaretti, Paris, Klincksieck, 1972.
- Grammaire de l'Italien, Paris, PUF, Que sais-je?, n. 1513, 1973.
  - trad. di Paola Sgrilli, Grammatica trasformazionale dell'italiano, Napoli, Liguori, 1978.
- Problèmes de calcul du récit. Document de travail et prépublications, Université Paris X-Nanterre, Centre de recherches de langue et litterature italiennes, 1976.
  - Sur la structure de la proposition narrative, 1978.
  - Relations interpropositionnelle, cohérence textuelle, énonciation narrative, 1978.
  - Essais de narrativique, 1980.
- Semiotique des strategies textuelles, Urbino, Università degli studi, 1974.
- Eléments d'une théorie de la narrativité, Urbino, Università degli studi, 1976 (in collaborazione con Boris Leonidovič Ogibenin).
- Elements of Narrativics. Grammar in Narrative, Narrative in Grammar, Hamburg, Buske, 1979.
- Notes de linguistique italienne, Nanterre, Université Paris X, 1981.
  - Le syntagme nominal
  - Le syntagme verbal
  - Morphosyntaxe diachronique, 1986.
  - Phonologie diachronique de l'italien
  - Economie de la langue italienne, 1987.
- Grammaire et récit. Essai de linguistique textuelle, Nanterre, Publidix, 1984; Paris, Erasme, 1990
- trad. Luigi Pirandello, A la sortie, L'imbécile, La Fleur à la bouche, La Fable du fils substitué, Paris, Bibliothèque de la Pléiade, 1985.
- trad. Novellino et Contes de Chevaliers du temps jadis, Paris, 10/18, 1988 (In collaborazione con Paul Larivaille, n. ed. parziale Paris, Memini, 2002).
- Système de la langue italienne, Nanterre, Erasme, 1989
- Pirandello. Un théâtre combinatoire, Nancy, Presses Universitaires de Nancy, 1993.
- La grammaire de l'Italien, Paris, PUF, Que Sais-je, 1994.
- La fiction poétique: Foscolo, Leopardi, Ungaretti, Paris, Presses Universitaires de Paris Sorbonne, 1998.
- Manuel de linguistique de l'italien, Approche diachronique Paris, Ellipses, 1998.
- trad. Michel Deguy, Gisants / Giacenti, Gênes, Ed. San Marco dei Giustiniani, 1999 (In collaborazione con François Livi).
- trad. Cecco Angiolieri, Sonetti / Sonnets, édition bilingue, introduction, traduction et notes, Paris, Memini-Honoré Champion, 2003.
- trad. Teofilo Folengo, Baldus, Paris, Les Belles Lettres, t. I (2004), t. II (2006), t. III et dernier (2007) (in collaborazione con Paul Larivaille).
- trad. Eugenio Corti, Les derniers soldats du roi, Paris-Lausanne, De Fallois-Éditions L'Âge d'Homme, 2004 (In collaborazione con François Livi).
- trad. Eugenio Corti, Caton l'ancien, Paris-Lausanne, De Fallois-Éditions L'Âge d'Homme, 2005.
- trad. Gaetano Volpi, De la fureur de posséder des livres, Paris, La Rose de Java, 2007.
- trad. Ugo Foscolo, Des origines et des devoirs de la littérature. les Tombeaux, les Sonnets, Lausanne, Éditions L'Âge d'Homme, 2007.
- Le Tasse, Jérusalem délivrée, édition bilingue, Introduction, traduction et notes, Paris, Les Belles Lettres, 2008 (Gerusalemme liberata)
- Les grands jeux du hasard et du sort. Essais sur la Jérusalem délivrée, Paris, La Centuplée-La Rose de Java, 2008.
- Voici que s'entrevoit Jérusalem, Paris, La Centuplée-La Rose de Java, 2008
- Linguistique diachronique (italien), La Centuplée-La Rose de Java, 2008.
- La communication poétique, Paris, La Centuplée-La Rose de Java, 2008.
- (Re)Lecture de Pinocchio, Paris, La Centuplée-La Rose de Java, 2008.
- Grammaire et récit, Paris, La Centuplée-La Rose de Java, 2008.
- trad. François Pétrarque, Chansonnier, édition bilingue, Introduction, traduction et notes, Paris, Les Belles Lettres, 2009 (Canzoniere).
- trad. Giovanni Papini, Concerto fantastique, Toutes les Nouvelles, Paris-Lausanne, Éditions L'Âge d'Homme, 2009.
- Sirocco sur Qalaah Kbirah, Paris-Lausanne, Éditions L'Âge d'Homme, 2009 (romanzo).
- Italien. La Grammaire, Paris, Hatier (Bescherelle), 2009.
- J'élis un lieu flagrant et nul. Poèmes 1962-2008, Paris-Lausanne, Éditions L'Âge d'Homme, 2009 (poesie).
- trad. Sperone Speroni, Dialogue des langues, Paris, Les Belles Lettres, 2009 (in collaborazione con Mario Pozzi).
- trad. Giovanni Papini, Histoire du Christ, Paris-Lausanne, Éditions L'Âge d'Homme, 2010.
- La traversée du Rio Rojo, La Centuplée-La Rose de Java, 2010 (prosa)
- Milo le Pro et le Clodo, La Centuplée-La Rose de Java, 2011 (prosa)